# Reza Baraheni
 (avril 2019).
Reza Baraheni (en persan : رضا براهنی), né le 13 décembre 1935 à Tabriz et mort le 25 mars 2022 à Toronto, est un écrivain, poète, critique et militant politique iranien.

## Biographie
Reza Baraheni a été maître de conférences à l'université de Téhéran de 1964 à 1981.
En 1973, il est arrêté par les services secrets du chah pour avoir protesté contre la censure. Alors interdit d'exercer dans la fonction publique, il organise des ateliers d'écriture et des cours de littérature dans le sous-sol de sa maison.
En 1981, il est exilé par le gouvernement islamique.
Depuis 1998, il vivait au Canada où il avait repris ses activités de professeur, enseignant au Centre de littérature comparative de l'université de Toronto.
Reza Baraheni est azéri et se présentait comme un défenseur des droits des Azéris d'Iran.

## Œuvres
Reza Baraheni est l'auteur de plus de cinquante livres écrits en persan et en anglais ; ses œuvres ont été traduites dans une douzaine de langues. Il a de plus traduit des œuvres de Shakespeare, Kundera ou Mandelstam, Andric et Fanon en persan.
Son œuvre la plus célèbre est Les Cannibales couronnés : écrits sur la répression en Iran, qui raconte ses jours passés en prison à l'époque du chah d'Iran.